# Westeuropaliga 2013/2014 (Dressurreiten)
Die Westeuropaliga des FEI-Weltcups Dressurreiten 2013/2014 (Reem Acra FEI World Cup™ Dressage 2013–2014, Western European League) war die 29. Saison der west- und mitteleuropäischen Liga des FEI-Weltcups der Dressurreiter. Der Weltcup gilt im Bereich der Westeuropaliga als wichtigste Turnierserie in der Hallensaison.

## Ablauf der Turnierserie
Weitgehend identisch zur letzten Saison umfasste die Saison 2013/2014 der Westeuropaliga acht Stationen. Nicht dabei war Lyon, wo im April 2014 das Weltcupfinale stattfand; wieder im Programm war Göteborg, wo 2013 das Weltcupfinale ausgetragen wurde. Die Turniere, in deren Rahmen die Westeuropaliga stattfanden, waren als CDI ausgeschrieben. Sie wurden mit dem Zusatz -W (also CDI-W) gekennzeichnet, um sie als Weltcupturniere kenntlich zu machen.
Die Serie umfasste in der Saison 2013/2014 den Zeitraum vom 16. Oktober bis zum 23. März. Es qualifizierten sich die besten neun Reiter der Westeuropaliga sowie eventuelle Zusatzteilnehmer („extra competitors“) für das Weltcupfinale 2014. Hauptsponsor der Westeuropaliga und des Weltcupfinals ist zum vierten Mal die Modedesignerin Reem Acra.
Die Weltcup-Turniere bestanden jeweils aus zwei Dressurprüfungen: Zunächst müssen alle Reiter in einem Grand Prix de Dressage antreten. Hieraus qualifizierten sich die besten 15 Pferd-Reiter-Paare für die Grand Prix Kür. Diese war jeweils die Weltcup-Wertungsprüfung des Turniers.

## Medien
Die FEI übertrug die Weltcupprüfungen der Westeuropaliga kostenpflichtig über ihr Internet-Portal FEI TV. Teilweise wurden die Prüfungen im Gastgeberland im Fernsehen oder über einen Internetstream übertragen.

## Die Prüfungen

### 1. Prüfung: Odense
Das erste Weltcupturnier der Westeuropaliga fand, wie in den Vorjahren, im dänischen Odense statt. Das Turnier fand vom 16. bis 20. Oktober 2013 statt. Die Weltcupkür wurde am 20. Oktober ab 14:00 Uhr ausgetragen und bildete den Abschluss des Turniers.
Ein Jahr nach ihrem ersten Weltcupstart gewann Anna Kasprzak in Odense ihre erste Weltcupprüfung. In der Grand Prix Kür siegte sie mit Donnperignon mit einem halben Prozent Vorsprung vor Tinne Vilhelmson Silfvén. Die Prüfung war mit 40.000 Euro dotiert.
|   | Reiter                   | Pferd           | Prozent  | Wertungs- punkte |
| - | ------------------------ | --------------- | -------- | ---------------- |
| 1 | Anna Kasprzak            | Donnperignon    | 80,575 % | 20               |
| 2 | Tinne Vilhelmson Silfvén | Don Auriello    | 80,075 % | 17               |
| 3 | Isabell Werth            | Don Johnson FRH | 79,400 % | 15               |

(Plätze eins bis drei von insgesamt 15 Teilnehmern)

### 2. Prüfung: Stuttgart
2013 wurde zum zweiten Mal in Stuttgart eine Wertungsprüfung der Westeuropaliga der Dressurreiter ausgetragen. Das in der Hanns-Martin-Schleyer-Halle ausgetragene Turnier Stuttgart German Masters, in deren Rahmen diese Prüfung stattfand, wurde vom 13. bis 17. November 2013 durchgeführt.
Das Starterfeld von Grand Prix und Grand Prix Kür war bereits vor Beginn der Prüfungen auf 14 Teilnehmer reduziert worden: Ingrid Klimkes Pferd Dresden Mann, der später im Laufe des Turniers mit dem Otto-Lörke-Preis ausgezeichnet wurde, hatte sich beim Morgentraining vertreten und wurde zurückgezogen.
In der Kür kamen zwölf Starterpaare auf Ergebnisse von über 70 Prozent, die besten drei hiervon sogar auf über 80 Prozent. Knapp an den 90 Prozent vorbei und damit der klare Sieg hieß es am Ende der Prüfung für Helen Langehanenberg und Damon Hill NRW. Dieses Ergebnis war die persönliche Bestleistung auf internationalen Turnieren für dieses Paar, zudem war dies das bisher beste Dressurergebnis in der Geschichte der Stuttgart German Masters.
|   | Reiter                   | Pferd          | Prozent  | Wertungs- punkte |
| - | ------------------------ | -------------- | -------- | ---------------- |
| 1 | Helen Langehanenberg     | Damon Hill NRW | 89,775 % | —                |
| 2 | Isabell Werth            | El Santo NRW   | 83,125 % | 20               |
| 3 | Tinne Vilhelmson Silfvén | Don Auriello   | 82,325 % | 17               |

(Plätze eins bis drei von insgesamt 14 Teilnehmern)

### 3. Prüfung: Stockholm
Die zweite skandinavische Etappe der Westeuropaliga fand vom 29. November bis 1. Dezember 2013 im Rahmen der Stockholm International Horse Show in Stockholm statt.
Mit deutlichem Vorsprung von über zwei Prozent siegte Tinne Vilhelmson Silfvén mit Don Auriello in der Kür vor heimischem Publikum. Sie bekam als einzige Starterin ein Gesamtergebnis von über 80 Prozent. Vier weitere Paare erreichten ein Ergebnis von über 75 Prozent.
|   | Reiter                   | Pferd        | Prozent  | Wertungs- punkte |
| - | ------------------------ | ------------ | -------- | ---------------- |
| 1 | Tinne Vilhelmson Silfvén | Don Auriello | 81,950 % | 20               |
| 2 | Edward Gal               | Voice        | 79,275 % | 17               |
| 3 | Hans Peter Minderhoud    | Romanov      | 78,850 % | 15               |

(Plätze eins bis drei von insgesamt 15 Teilnehmern)

### 4. Prüfung: London
Kurz vor den Weihnachtstagen fand die Olympia London International Horse Show vom 17. bis 23. Dezember 2013 in London statt. Anders als bei den anderen Turnieren der Westeuropaliga wird die Dressur-Weltcupprüfungen hier zu Wochenbeginn, von Montag bis Dienstag (16. und 17. Dezember) ausgetragen. Die Weltcupkür bildet den Abschluss des Turnierdienstags.
Das dominierende Paar der Kür war, wie im Vorjahr, Charlotte Dujardin und Valegro. In der A-Note erhielten sie von den fünf Richter 20-mal die Wertungsnote 10,0, in der künstlerischen B-Note gab es 13-mal die 10,0. Als Gesamtnote wurden 93,975 Prozent notiert. Damit übernahmen Dujardin und Valegro den Weltrekord in der Grand Prix Kür, den zuvor vier Jahre lang Edward Gal und Totilas innehatten.
Gal folgte auf dem zweiten Platz mit Undercover, mit 87,425 Prozent zeigten sie ebenfalls eine sehr gute Leistung. Die 26-jährige Niederländerin Danielle Heijkoop kam mit ihrem Wallach Siro ebenfalls über 80 Prozent.
|   | Reiter             | Pferd      | Prozent  | Wertungs- punkte |
| - | ------------------ | ---------- | -------- | ---------------- |
| 1 | Charlotte Dujardin | Valegro    | 93,975 % | 20               |
| 2 | Edward Gal         | Undercover | 87,425 % | 17               |
| 3 | Danielle Heijkoop  | Romanov    | 80,625 % | 15               |

(Plätze eins bis drei von insgesamt 15 Teilnehmern)

### 5. Prüfung: Amsterdam
Im neuen Jahr wurde die Westeuropaliga beim Turnier in Amsterdam, genannt Jumping Amsterdam, fortgesetzt. Der Termin hierfür war der Zeitraum vom 24. bis 26. Januar 2014, die Grand Prix Kür fand am Nachmittag des 25. Januar statt.
Wie schon bei der Weltcupetappe zuvor dominierten Charlotte Dujardin und Valegro die Weltcupkür. Mehr als sechs Prozent dahinter fanden sich Edward Gal und Undercover erneut auf dem zweiten Platz. Auf den dritten Platz kam Anna Kasprzak mit Donnperignon, auf den Plätzen vier bis sechs folgten die deutschen Reiterinnen Isabell Werth, Fabienne Lütkemeier und Jessica von Bredow-Werndl mit ihren Pferden. Die besten vier Paare dr Prüfung kamen auf ein Ergebnis von über 80 Prozent.
|   | Reiter             | Pferd        | Prozent  | Wertungs- punkte |
| - | ------------------ | ------------ | -------- | ---------------- |
| 1 | Charlotte Dujardin | Valegro      | 91,275 % | 20               |
| 2 | Edward Gal         | Undercover   | 85,125 % | 17               |
| 3 | Anna Kasprzak      | Donnperignon | 82,000 % | 15               |

(Plätze eins bis drei von insgesamt 15 Teilnehmern)

### 6. Prüfung: Neumünster
Die VR Classics in Neumünster waren in der Saison 2013/2014 das sechste Weltcupturnier der Westeuropaliga. Das Turnier wurde vom 14. bis 17. Februar 2014 in den Holstenhallen durchgeführt.
Die Dressurweltcupprüfung wurde am Sonntagvormittag durchgeführt. Das dritte Mal in Folge gewannen Helen Langehanenberg und Damon Hill NRW die Grand Prix Kür in Neumünster. Helen Langehanenberg stellte hier ihre persönlichen Ergebnisrekord auf: Zum ersten Mal überhaupt kam sie in der Kür über 90 Prozent (90,375 %). Ebenfalls mit persönlichem Rekord kam Jessica von Bredow-Werndl, die mit Unee BB auf den dritten Rang kam. Fünf der 15 Starterpaare kamen auf ein Ergebnis von 80 Prozent. Im Hinblick auf die Platzierung konnte die Finnin Terhi Stegars den größten Sprung im Vergleich zum Vortag verzeichnen: mit dem Trakehner Axis TSF kam sie im Grand Prix auf den 14. Platz, in der Weltcupkür platzierten sie sich auf Rang acht.
|   | Reiter                    | Pferd          | Prozent  | Wertungs- punkte |
| - | ------------------------- | -------------- | -------- | ---------------- |
| 1 | Helen Langehanenberg      | Damon Hill NRW | 90,375 % | —                |
| 2 | Anna Kasprzak             | Donnperignon   | 83,575 % | 20               |
| 3 | Jessica von Bredow-Werndl | Unee BB        | 82,425 % | 17               |

(Plätze eins bis drei von insgesamt 15 Teilnehmern)

### 7. Prüfung: Göteborg
Am Austragungsort des Weltcupfinals 2013 fand die siebente Wertungsprüfung der Westeuropaliga statt. Die Göteborg Horse Show wurde vom 27. Februar bis zum 2. März 2014 durchgeführt.
In Göteborg gingen überwiegend skandinavische Reiter an den Start. Im Vergleich zu den vorherigen Etappen war das Starterfeld hier nicht ganz so hochkarätig, nur vier Starterpaaren gelang es, ein Ergebnis von über 75 Prozent in der Grand Prix Kür zu erreichen. Einem Paar gelang ein Ergebnis von über 80 Prozent und damit der Sieg: Jessica von Bredow-Werndl kam mit Unee BB auf 81,350 Prozent, für sie war dies der erste Sieg einer Weltcupprüfung ihrer Karriere.
|   | Reiter                    | Pferd     | Prozent  | Wertungs- punkte |
| - | ------------------------- | --------- | -------- | ---------------- |
| 1 | Jessica von Bredow-Werndl | Unee BB   | 81,350 % | 20               |
| 2 | Patrik Kittel             | Toy Story | 79,025 % | 17               |
| 3 | Nanna Skodborg Merrald    | Millibar  | 77,950 % | 15               |

(Plätze eins bis drei von insgesamt 13 Teilnehmern)

### 8. Prüfung: ’s-Hertogenbosch
Den Abschluss der Dressur-Westeuropaliga bildete in der Saison 2013/2014 erneut das Turnier Indoor Brabant im niederländischen ’s-Hertogenbosch. Das Turnier fand vom 20. bis 23. März 2014 statt.
Dominierender Reiter in der Weltcupkür von ’s-Hertogenbosch war Edward Gal: Er gewann im Sattel von Undercover die Prüfung mit einem Vorsprung von über sieben Prozent vor seiner Landsfrau Danielle Heijkoop.
|   | Reiter            | Pferd              | Prozent  | Wertungs- punkte |
| - | ----------------- | ------------------ | -------- | ---------------- |
| 1 | Edward Gal        | Undercover         | 86,700 % | 20               |
| 2 | Danielle Heijkoop | Siro               | 79,650 % | 17               |
| 3 | Valentina Truppa  | Eremo del Castegno | 79,475 % | 15               |

(Plätze eins bis drei von insgesamt 15 Teilnehmern)

## Gesamtwertung
Anhand der Gesamtwertung wurde ermittelt, welche neun Reiter aus den Staaten im Bereich der Westeuropaliga sich für das Finale qualifizieren. Zudem hätten sich weitere Reiter aus anderen Staaten über die Westeuropaliga für das Weltcupfinale qualifizieren können, soweit sie in Mittel- / Westeuropaliga wohnhaft sind.
Die Reiter konnten zudem in der Zentraleuropaliga und in der Nordamerikaliga des Dressur-Weltcups Punkte sammeln (siehe „weitere“ in der nachfolgenden Tabelle). Helen Langehanenberg war als Weltcupsiegerin der Vorsaison für das Finale vorqualifiziert, konnte daher in dieser Saison keine Wertungspunkte sammeln.
Fabienne Lütkemeier wäre als achtplatzierte Reiterin der Gesamtwertung für das Weltcupfinale qualifiziert gewesen. Da jedoch neben Helen Langehanenberg zwei weitere deutsche Reiterinnen besser in der Gesamtwertung platzierten waren und nur drei Reiter pro Nation im Weltcupfinale zugelassen sind, verpasste Lütkemeier die Qualifikation. Für sie rückt Danielle Heijkoop als Finalteilnehmerin nach.
|    | Reiter                    | Odense | Stuttgart | Stockholm | London | Amsterdam | Neumünster | Göteborg | ’s-Hertogenbosch | weitere | Wertungs- punkte |
| -- | ------------------------- | ------ | --------- | --------- | ------ | --------- | ---------- | -------- | ---------------- | ------- | ---------------- |
| 1  | Tinne Vilhelmson Silfvén  | 17     | 17        | 20        | —      | —         | —          | —        | —                | 20      | 74               |
| 2  | Edward Gal                | —      | —         | 17        | 17     | 17        | —          | —        | 20               | —       | 71               |
| 3  | Isabell Werth             | 15     | 20        | —         | —      | (13)      | 15         | —        | 13               | —       | 63               |
| 4  | Jessica von Bredow-Werndl | (9)    | (11)      | 12        | —      | 11        | 17         | 20       | —                | —       | 60               |
| 5  | Anna Kasprzak             | 20     | —         | —         | —      | 15        | 20         | —        | —                | —       | 55               |
| 6  | Hans Peter Minderhoud     | (11)   | —         | 15        | 12     | (0)       | (12)       | 13       | 12               | —       | 52               |
| 6  | Nanna Skodborg Merrald    | 13     | —         | 13        | —      | —         | 11         | 17       | —                | —       | 52               |
| 8  | Fabienne Lütkemeier       | 8      | 15        | —         | —      | 12        | 13         | —        | —                | (0)     | 48               |
| 9  | Marcela Krinke Susmelj    | —      | 10        | —         | —      | —         | 9          | —        | (3)              | 27      | 46               |
| 10 | Danielle Heijkoop         | 10     | —         | —         | 15     | —         | —          | —        | 17               | —       | 42               |
| 11 | Charlotte Dujardin        | —      | —         | —         | 20     | 20        | —          | —        | —                | —       | 40               |

Plätze eins bis elf

## Weltcupfinale
Gemeinsam mit dem Weltcupfinale der Springreiter findet das Weltcupfinale der Dressurreiter vom 17. bis 21. April 2013 in Lyon in Frankreich statt.